# 勒贝尼博卡日
勒贝尼博卡日（法語：Le Bény-Bocage，法語發音：[lə beni bɔkaʒ] ⓘ）是法国卡尔瓦多斯省的一个旧市镇，属于维尔区。2016年，勒贝尼博卡日与临近的19个市镇合并为新市镇苏勒夫尔昂博卡日，勒贝尼博卡日为新市镇行政中心。

## 地理
勒贝尼博卡日（48°56'13"N, 0°50'21"W）面积8.91 平方千米，位于法国诺曼底大区卡爾瓦多斯省，该省份为法国西北部沿海省份，北濒大西洋英吉利海峡，东北与滨海塞纳省以海上边界相接，东临厄尔省，南至奧恩省，西与芒什省接壤。
与勒贝尼博卡日接壤的市镇（或旧市镇、城区）包括：博略、卡维尔、拉格拉沃里、蒙绍韦、勒勒屈莱、圣夏尔德佩尔西、圣皮埃尔塔朗泰讷、勒图讷尔。
勒贝尼博卡日的时区为UTC+01:00、UTC+02:00（夏令时）。

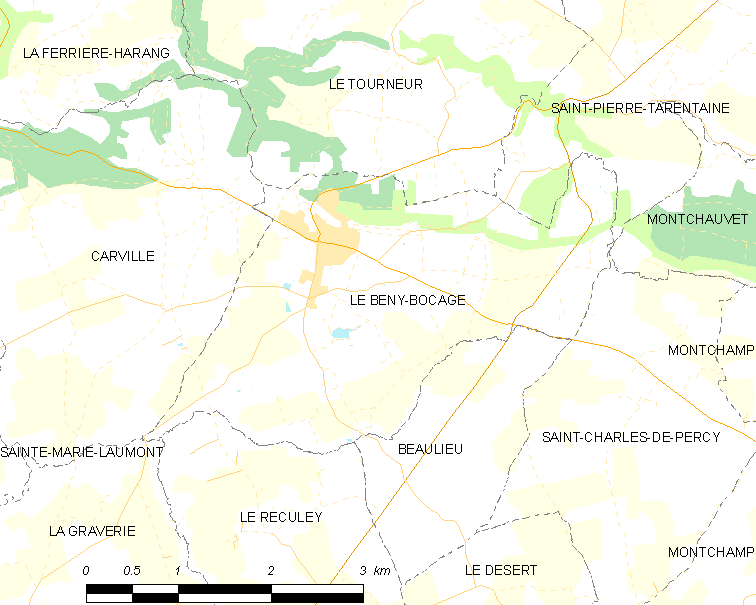
勒贝尼博卡日的OSM定位图

## 行政
勒贝尼博卡日的邮政编码为14350、14260，INSEE市镇编码为14061。

## 政治
勒贝尼博卡日所属的省级选区为诺曼底地区孔代县。

## 人口

1962-2008年间勒贝尼博卡日人口变化图示

勒贝尼博卡日于2018年1月1日时的人口数量为1059人。